# 前35年
| 千纪： | 前1千纪 |
| 世纪： | 前2世纪 \| 前1世纪 \| 1世纪                                                                                |
| 年代： | 前60年代 \| 前50年代 \| 前40年代 \| 前30年代 \| 前20年代 \| 前10年代 \| 前0年代                            |
| 年份： | 前40年 \| 前39年 \| 前38年 \| 前37年 \| 前36年 \| 前35年 \| 前34年 \| 前33年 \| 前32年 \| 前31年 \| 前30年 |
| 纪年： | 西汉建昭四年                                                                                               |

## 大事记
- 汉朝将领甘延寿、陈汤将匈奴郅支单于的首级带回长安，陈汤上书汉元帝“明犯强汉者，虽远必诛”。

## 逝世
- 刘竟，汉宣帝第五子，中山哀王